# Summer World University Games 2025/Teilnehmer (Uganda)
| Gelbes Symbol für Goldmedaillen mit stilisierten Olympischen Ringen | Graues Symbol für Silbermedaillen mit stilisierten Olympischen Ringen | Braundes Symbol für Bronzemedaillen mit stilisierten Olympischen Ringen |
| ------------------------------------------------------------------- | --------------------------------------------------------------------- | ----------------------------------------------------------------------- |
| —                                                                   | —                                                                     | —                                                                       |

Uganda nahm an den Summer World University Games 2025 vom 16. bis zum 27. Juli mit 27 Athleten (15 Männer und 12 Frauen) teil.

## Teilnehmer nach Sportarten

### Badminton
| Männer - Jordan Abo - Augustus Owinyi | Frauen - Fadilah Mohamed Rafi - Kruthum Nalumansi |

### Leichtathletik
| Männer - Seth Akampa - Peter Kasekende - Johnson Ayesiga - Edreen Tenywa - Joseph Okolimo - Johnson Nyeko - Peter Akemkwene - Churchill Ogenrwot | Frauen - Dorothy Abeja - Marvarius Orishaba - Polline Apiyo - Winfred Atimango - Priscilla Akello - Charity Atiang - Bridget Mbwali |

### Schwimmen
| Männer - John Kimuli - Namanya Ampaire | Frauen - Dorah Nankunda |

### Tennis
| Männer - Frank Tayebwa - Trevor Kazibwe | Frauen - Patience Athieno - Christiana Owomuhangi |

### Tischtennis
Frauen
- Teddy Wotanabeera